# Trawiwut Potharungroj
Trawiwut Potharungroj (thailändisch ทวีวุฒิ โพธารุ่งโรจน์, * 5. November 1979 in Ratchaburi) ist ein ehemaliger thailändischer Fußballspieler.

## Karriere
Trawiwut Potharungroj stand bis 2016 bei Army United unter Vertrag. Wo er vorher gespielt hat, ist unbekannt. Der Verein aus der thailändischen Hauptstadt Bangkok spielte in der ersten Liga des Landes, der Thai Premier League. 2013 absolvierte er ein Erstligaspiel. Hier wurde er im Auswärtsspiel am 7. September 2013 gegen Ratchaburi Mitr Phol nach der Halbzeit für Adisorn Promrak eingewechselt. Ende 2016 stieg er mit der Army in die zweite Liga ab. Nach dem Abstieg beendete er seine Karriere als Fußballspieler.

## Sonstiges
Trawiwut Potharungroj ist der Bruder von Ekkapoom Potharungroj.